# 鎮将夜叉
鎮将夜叉(ちんじょうやしゃ）とはもっとも有名なものとして日光山輪王寺大護摩堂の秘仏にして夜叉神がある。鎮将夜叉は九星術でいう９年に１度「五黄中宮」と呼ばれる年に開帳される。直近では、平成25年（2013年）に開帳された。鎮将夜叉は最澄以来の法「鎮将夜叉法」によって災いを福に転じる法力を持つという。天台密教「四箇大法」の１つでもある。鞍馬寺には木彫りの鎮将夜叉も存在する。